# 3 Hudson Boulevard
3 Hudson Boulevard (precedentemente conosciuto come GiraSole) è un grattacielo in costruzione nella città di New York, nel quartiere di Hells' Kitchen dove sono attualmente in costruzione altri edifici come il 30 Hudson Yards, il 35 Hudson Yards ed il 15 Hudson Yards.

## Caratteristiche
Il grattacielo, a uso sia residenziale che commerciale, una volta completato raggiungerà l'altezza di 287 metri il che lo renderà uno dei più alti edifici del nuovo progetto di riammodernamento denominato Hudson Yards. In origine la costruzione sarebbe dovuta cominciare nel 2014 per terminare nel 2017 ma a causa della crisi finanziaria il cantiere era slittato di un paio di anni fino a quando nel 2016 la società FXFOWLE decise di far ripartire il progetto in modo da terminarlo il prima possibile. L'inaugurazione per ora è prevista per il 2021 ma non è detto che essa slitti ancora di alcuni anni.

## Curiosità
L'edificio è stato sviluppato per essere completamente ecologico e sicuro per l'ambiente. Infatti il grattacielo si avvarrà di raccolta differenziata di diversi tipi di materiali, di agricoltura sul tetto, e di pannelli fotovoltaici per produrre tutta l'energia necessaria all'edificio.